# Gustavo Enrique Fernández Méndez
Gustavo Enrique Fernández Méndez (San Francisco, Venezuela, 17 de enero de 1966) es un político, comunicador social (periodista y reportero) y abogado venezolano, partidario de Un Nuevo Tiempo. Desde diciembre de 2021 es el alcalde del municipio San Francisco, cargo que terminará en 2025, y es secretario ejecutivo del Consejo Federal de Gobierno. Anteriormente, fue diputado suplente a la Asamblea Nacional.

## Datos biográficos
Gustavo Fernández es hijo de Julio Luis Fernández León, periodista y profesor universitario, y de Alis Violeta Méndez de Fernández, maestra de aula.

## Educación y carrera profesional
Fernández estudió en la Escuela Nacional “Gran Mariscal de Ayacucho” y en el Instituto Niños Cantores del Zulia, donde se graduó en 1982. En 1983, comenzó a estudiar comunicación social en la Universidad del Zulia.
Incursionó en la radio en 1986, en Catatumbo Internacional. En 1992, regresó al Canal Once del Zulia como coproductor, y en 1994 se unió al noticiero como reportero. En 1995, se integró al diario El Regional del Zulia, y luego asumió la dirección. 

## Trayectoria política
En las elecciones regionales y municipales de 2017, Fernández se postuló como candidato a la alcaldía del municipio San Francisco, apoyado por varias organizaciones y el partido Un Nuevo Tiempo, pero no resultó electo. En el 2021, ganó las elecciones internas del partido y posteriormente la contienda electoral, con lo que se convirtió en el alcalde del municipio San Francisco

## Familia
Está casado con Franciela Josefina Núñez.